# فؤاد خليل
فؤاد خليل (1 نوفمبر 1940 - 9 أبريل 2012)، ممثل مصري، اشتهر بتقديم الأدوار الكوميدية في العديد من الأعمال الفنية السينمائية والمسرحية.

## عن حياته
بدأ رحلته مبكراً مع الفن عندما كان عمره 11 عام، حيث كون فريقاً للتمثيل مع بعض أصدقاء الطفولة ومنهم محيي إسماعيل، تخرج في كليه طب الأسنان عام 1961 ظهر لأول مرة في مسرحية سوق العصر عام 1968 ثم عمل في المسرح والتلفزيون والسينما لسنوات عديدة، توقف نشاطه الفني عام 2004 بسبب تمكن المرض منه إذ أصيب بشلل رباعي وجلطة في القلب وعانى طويلاً في التنقل بين المستشفيات للحصول على قرار بالعلاج على نفقة الدولة، وتوفي يوم الاثنين 9 أبريل 2012 عن عمر يناهز 72 عاما بعد صراع طويل مع المرض.

## مسرحيات
- مسرحية مع خالص تحياتي.
- مسرحية واختم بالعشرة.
- مسرحية افرض. 1988.
- مسرحية دربكة همبكة 1998. مع ميمي جمال ومحمد نجم ومحمود القلعاوي
- مسرحية يا أنا يا أنت.
- مسرحية الدنيا مقلوبة.
- مسرحية عايلة محصلتش. مع محمد هنيدي
- مسرحية وشك حلو. مع وحيد سيف
- مسرحية عيله ماحصلتش.
- مسرحية رجل مجنون جدا. 1993 مع ميمي جمال
- مسرحية الدنيا مقلوبة.
- مسرحية راقصة قطاع عام.
- مسرحية في بيتنا حسنين مع أحمد بدير
- مسرحية على الرصيف مع سهير البابلي وحسن عابدين وأحمد بدير وحسن حسني
- مسرحية واد عفريت مع محمد نجم ومحمود القلعاوي
- مسرحية العسكري الأخضر مع سيد زيان
- مسرحية الرصاصة لاتزال في جيبي مع نجاح الموجي وعلاء مرسي سنة 1992

## أعماله الفنية
1. حبك نار (2004)
2. صايع بحر (2004)
3. عايز حقي (2003)
4. حرامية في كي جي تو (2002)
5. جاءنا البيان التالي (2001)
6. فارس ظهر الخيل
7. شورت وفانلة وكاب (2000)
8. الأجندة الحمراء (2000)
9. الكاش.. ماشي (2000)
10. الجنتل (1999)
11. رسالة إلى الوالي (1998)
12. أبو خطوة (1998)
13. الخطيئة السابعة (1996)
14. الصاغة (1996)
15. اللومنجي (1996)
16. عنتر زمانه (1994)
17. يا تحب يا تقب (1994)
18. لولاكي (1993)
19. تووت تووت (1993)
20. فتحية والمرسيدس (1992)
21. خبطة العمر (1991)
22. نصف دسته مجانين (1991)
23. اقتل مراتي ولك تحياتي (1990)
24. قسمة ونصيب (II) (1990)
25. البيضة والحجر (1990)
26. النصاب والكلب (1990)
27. الشيطانة التي أحبتني (1990)
28. الذل (1990)
29. حارة برجوان (1989)
30. كراكيب (1989)
31. الدنيا على جناح اليمامة (1989)
32. الحقونا (1988)
33. ليلة القبض على بكيزة وزغلول (1988)
34. وصية رجل مجنون (1987)
35. جري الوحوش (1987)
36. عبقري على ورقة دمغة (1987)
37. التعويذة (1987)
38. المليونيرة الحافية (1987)
39. شارع السد (1986)
40. امرأة مطلقة (1986)
41. الكيف (1985)
42. برديس [مسلسل] (1985)
43. تزوير في أوراق رسمية (1984)
44. الطائرة المفقودة (1984)
45. شوارع من نار (1984)
46. احترس من الخط (1984)
47. نص الليل (1949)
48. قضية الأستاذة عفت
49. المطب
50. حواء 2000
51. السقوط
52. المضيفات الثلاثة
53. ليل وغوازي
54. نقولك ولا تزعلش
55. المحضر
56. المطربون في الأرض
57. طريق الشيطان (II)
58. ليل وليا
59. اللعيبة (1987)

## من التمثيليات التلفزيونية
- إنه إنسان - بدور سالم
- ليلة طويلة - بدور بهجت
- اللص الذي احبه - بدور سليمان
- اللي معاه قرش - بدور شديد ابو حديد

## روابط خارجية
- فؤاد خليل على موقع IMDb (الإنجليزية)
- فؤاد خليل على موقع الدهليز
- فؤاد خليل على موقع قاعدة بيانات الأفلام العربية
- فؤاد خليل على موقع قاعدة بيانات الفيلم (الإنجليزية)